# Yamamoto (cráter)
Yamamoto es un cráter de impacto lunar muy dañado, que se encuentra al norte de la gran llanura amurallada del cráter D'Alembert. Al norte-noreste se halla el cráter Avogadro. Este elemento se localiza en el hemisferio norte de la cara oculta de la Luna.
|  |

Varias partes del borde del cráter están cubiertas por impactos posteriores, particularmente en la sección noreste, que ha sido casi completamente borrada. La parte suroeste del suelo es más irregular que el resto del interior, y puede haber sido cubierta por materiales eyectados procedentes de D'Alembert o de algún otro cráter. El suelo noreste es relativamente plano y sin rasgos distintivos.

## Cráteres renombrados
El antiguo cráter satélite Yamamoto W (62°36′N 155°30′E / 62.6, 155.5) fue renombrado en 1997 como Oberth, por lo que Yamamoto dejó de tener cráteres satélite. 